# Зарда (страва)
Зарда (гінді ज़र्दा, урду زردہ, бенг. জর্দা) — традиційна страва з вареного солодкого рису, родом з Індійського субконтиненту, приготоваленого з шафраном, молоком та цукром і приправлена кардамоном, родзинками, фісташками або мигдалем. 
Назва «зарда» походить від перського слова «зард» (زرد), що означає «жовтий», тому що шафран, доданий в рис, надає йому жовтого кольору. Зарда віддалено нагадує зерде, традиційний турецький десерт, і шолезард, традиційний іранський десерт, назви яких мають таке ж походження, однак, на відміну від них, являє собою розсипчастий десертний шафрановий плов, а не густий кашоподібний рисовий пудинг з шафраном.
Зарду зазвичай подають наприкінці обіду після основних страв. На індійському субконтиненті зарда була і залишається популярним десертом в особливих випадках, наприклад, на весіллях.
Часто в Пакистані, крім шафрану, який сліжить і барвником і пряністю, додають кілька додаткових харчових барвників, тому зерна рису в такій зарді мають кілька кольорів. Крім того, фрукти з варення (мурабби) та горіхи є невід'ємною частиною святкової зарди. Нерідко до страви додають також родзинки та інші сухофрукти. Нарешті, у деяких урочистих випадках плов прикрашають солодкими кульками з індійського сиру хоя, що нагадують гулаб джамун.
Ще в Могольській Індії у зарди була варіація з додаванням невеликих смажених шматочків солодкого м'яса. Такий варіант називався «мутанджан». Вважається, що мутаджан був однією з улюблених страв падишаха Шах-Джахана, будівельника Тадж-Махалу. Цю страву з рису готували для гостей на спеціальних бенкетах.
Ассирійці також готують цю страву (з тією ж назвою), яку зазвичай роблять під час Великого посту, тобто без використання м'ясних і молочних продуктів.